# The Chronological Classics: Count Basie and His Orchestra 1936-1938
| Recensione | Giudizio |
| ---------- | -------- |
| AllMusic   | [ 1 ]    |

The Chronogical; Count Basie and His Orchestra, 1936-1938 è una raccolta su CD del caporchestra di jazz statunitense Count Basie, pubblicato dall'etichetta discografica francese Classics Records nel 1990.

## Tracce
1. Shoe Shine Boy – 2:56 (Sammy Cahn, Saul Chaplin) – Registrato il 9 ottobre 1936 a Chicago, Illinois
2. Evenin' – 2:54 (Mitchell Parish, Harry White) – Registrato il 9 ottobre 1936 a Chicago, Illinois
3. Boogie Woogie – 3:13 (Clarence Pine Top Smith) – Registrato il 9 ottobre 1936 a Chicago, Illinois
4. Oh! Lady Be Good – 3:05 (Ira Gershwin, George Gershwin) – Registrato il 9 ottobre 1936 a Chicago, Illinois
5. Honeysuckle Rose – 2:53 (Andy Razaf, Fats Waller) – Registrato il 21 gennaio 1937 a New York City, New York
6. Pennies from Heaven – 3:00 (Johnny Burke, Arthur Johnston) – Registrato il 21 gennaio 1937 a New York City, New York
7. Swingin' at the Daisy Chain – 2:44 (Count Basie) – Registrato il 21 gennaio 1937 a New York City, New York
8. Roseland Shuffle – 2:30 (Count Basie) – Registrato il 21 gennaio 1937 a New York City, New York
9. Exactly Like You – 2:45 (Dorothy Fields, Jimmy McHugh) – Registrato il 26 marzo 1937 a New York City, New York
10. Boo-Hoo – 2:29 (Edward Heyman, Carmen Lombardo, John Jacob Loeb) – Registrato il 26 marzo 1937 a New York City, New York
11. The Glory of Love – 2:33 (Billy Hill) – Registrato il 26 marzo 1937 a New York City, New York
12. Boogie Woogie (I May Be Wrong) – 2:48 (Clarence Pine Top Smith) – Registrato il 26 marzo 1937 a New York City, New York
13. Smarty – 2:42 (Ralph Freed, Burton Lane) – Registrato il 7 luglio 1937 a New York City, New York
14. One O'Clock Jump – 2:57 (Count Basie) – Registrato il 7 luglio 1937 a New York City, New York
15. Listen My Children (And You Shall Hear) – 3:07 (Ralph Freed, Burton Lane) – Registrato il 7 luglio 1937 a New York City, New York
16. John's Idea – 2:51 (Count Basie, Eddie Durham) – Registrato il 7 luglio 1937 a New York City, New York
17. Good Morning Blues – 3:16 (Count Basie, Eddie Durham, Jimmy Rushing) – Registrato il 9 agosto 1937 a New York
18. Our Love Was Mean to Be – 2:41 (Alexander Hill, Joe Davis, Fats Waller) – Registrato il 9 agosto 1937 a New York
19. Time Out – 2:57 (Eddie Durham) – Registrato il 9 agosto 1937 a New York
20. Topsy – 3:07 (Eddie Durham, Edgar Battle) – Registrato il 9 agosto 1937 a New York
21. I Keep Remembering – 2:47 (Isham Jones) – Registrato il 13 ottobre 1937 a New York
22. Out the Window – 2:45 (Eddie Durham) – Registrato il 13 ottobre 1937 a New York
23. Don't You Miss Your Baby? – 3:11 (Count Basie) – Registrato il 13 ottobre 1937 a New York
24. Let Me Dream – 3:07 (Ballard Edwards, Norman Brown) – Registrato il 13 ottobre 1937 a New York
25. Georgiana – 2:39 (Red McKenzie, Frankie Carle, Croom Johnson) – Registrato il 3 gennaio 1938 a New York

## Musicisti
Shoe Shine Boy / Evenin' / Boogie Woogie / Oh! Lady Be Good

Jones-Smith Incorporated
- Count Basie - pianoforte
- Jimmy Rushing - voce (brani: Evenin' e Boogie Woogie)
- Carl Smith - tromba
- Lester Young - sassofono tenore
- Walter Page - contrabbasso
- Joe Jones - batteria

Honeysuckle Rose / Pennies from Heaven / Swingin' at the Daisy Chain / Roseland Shuffle

Count Basie and His Orchestra
- Count Basie - pianoforte, direttore orchestra
- Jimmy Rushing - voce (brano: Pennies from Heaven)
- Buck Clayton - tromba
- Joe Keyes - tromba
- Carl Smith - tromba
- George Hunt - trombone
- Dan Minor - trombone
- Caughey Roberts - sassofono alto
- Jack Washington - sassofono alto, sassofono baritono
- Herschel Evans - clarinetto, sassofono tenore
- Lester Young - clarinetto, sassofono tenore
- Claude Williams - chitarra
- Walter Page - contrabbasso
- Joe Jones - batteria

Exactly Like You / Boo-Hoo / The Glory of Love / Boogie Woogie (I May Be Wrong)

Count Basie and His Orchestra
- Count Basie - pianoforte, direttore orchestra
- Jimmy Rushing - voce (brani: Exactly Like You, Boo-Hoo e Boogie Woogie (I May Be Wrong))
- Buck Clayton - tromba
- Ed Lewis - tromba
- Bobby Moore - tromba
- George Hunt - trombone
- Dan Minor - trombone
- Caughey Roberts - sassofono alto
- Jack Washington - sassofono alto, sassofono baritono
- Herschel Evans - clarinetto, sassofono tenore
- Lester Young - clarinetto, sassofono tenore
- Freddy Green - chitarra
- Walter Page - contrabbasso
- Joe Jones - batteria

Smarty (You Know It All) / One O'Clock Jump / Listen My Children (And You Shall Hear) / John's Idea

Count Basie and His Orchestra
- Count Basie - pianoforte, direttore orchestra
- Jimmy Rushing - voce (brano: Listen My Children (And You Shall Hear))
- Buck Clayton - tromba
- Ed Lewis - tromba
- Bobby Moore - tromba
- George Hunt - trombone
- Dan Minor - trombone
- Earl Warren - sassofono alto
- Jimmy Mundy - arrangiamento (brano: John's Idea)
- Buster Smith - arrangiamento (brano: One O'Clock Jump)
- Jack Washington - sassofono alto, sassofono baritono
- Herschel Evans - clarinetto, sassofono tenore
- Lester Young - clarinetto, sassofono tenore
- Freddy Green - chitarra
- Walter Page - contrabbasso
- Joe Jones - batteria

Good Morning Blues / Our Love Was Mean to Be / Time Out / Topsy

Count Basie and His Orchestra
- Count Basie - pianoforte, direttore orchestra
- Jimmy Rushing - voce (brano: Good Morning Blues)
- Buck Clayton - tromba
- Ed Lewis - tromba
- Bobby Moore - tromba
- Benny Morton - trombone
- Dan Minor - trombone
- Eddie Durham - trombone, chitarra
- Eddie Durham - arrangiamento (brani: Good Morning Blues e Time Out)
- Earl Warren - sassofono alto
- Earl Warren - voce (brano: Our Love Was Mean to Be)
- Jack Washington - sassofono alto, sassofono baritono
- Herschel Evans - clarinetto, sassofono tenore
- Lester Young - clarinetto, sassofono tenore
- Freddy Green - chitarra
- Walter Page - contrabbasso
- Joe Jones - batteria
- Skippy Martin - arrangiamento (brano: Our Love Was Mean to Be)

I Keep Remembering / Out the Window / Don't You Miss Your Baby? / Let Me Dream

Count Basie and His Orchestra
- Count Basie - pianoforte, direttore orchestra
- Jimmy Rushing - voce (brani: I Keep Remembering e Don't You Miss Your Baby?)
- Buck Clayton - tromba
- Ed Lewis - tromba
- Boddy Hicks - tromba
- Benny Morton - trombone
- Dan Minor - trombone
- Eddie Durham - trombone, chitarra
- Earl Warren - sassofono alto
- Earl Warren - voce (brano: Let Me Dream)
- Jack Washington - sassofono alto, sassofono baritono
- Herschel Evans - clarinetto, sassofono tenore
- Lester Young - clarinetto, sassofono tenore
- Freddy Green - chitarra
- Walter Page - contrabbasso
- Joe Jones - batteria

Georgiana

Count Basie and His Orchestra
- Count Basie - pianoforte, direttore orchestra
- Jimmy Rushing - voce
- Buck Clayton - tromba
- Ed Lewis - tromba
- Karl George - tromba
- Eddie Durham - trombone, chitarra, arrangiamento
- Benny Morton - trombone
- Dan Minor - trombone
- Earl Warren - sassofono alto
- Jack Washington - sassofono alto, sassofono baritono
- Herschel Evans - clarinetto, sassofono tenore, arrangiamento
- Lester Young - clarinetto, sassofono tenore
- Freddy Green - chitarra
- Walter Page - contrabbasso
- Joe Jones - batteria[2]